# Val Terragnolo
La val Terragnolo o anche valle di Terragnolo si trova a nord-est di Rovereto nel Trentino orientale, tra il massiccio del Col Santo-Pasubio ed i monti Finonchio e Maggio e la collega al passo della Borcola, al confine con la provincia di Vicenza.

## Geografia
La val Terragnolo è una valle laterale della Valle dell'Adige, inizia al passo della Borcola a sud-est e si estende in forma di un semicerchio in direzione nord-ovest per circa 21 chilometri fino alle porte di Rovereto. 
È percorsa dal torrente Leno di Terragnolo che nasce nella Val Gulva ai piedi del massiccio del Pasubio presso il passo della Borcola e confluisce nel Leno di Vallarsa nella località San Colombano. Il Leno ha profondamente inciso la valle che è quindi molto ripida con piccole radure e pianori per il pascolo. In passato il Leno ebbe un importante ruolo per l'economia della valle per il trasporto del legname e per far funzionare varie mulini e segherie. Oggi il Leno di Terragnolo viene invece sfruttato per scopi idroelettrici anche se in modo minore del Leno di Vallarsa.
La maggior parte della valle appartiene amministrativamente al comune di Terragnolo. Solo la parte occidentale nei pressi della confluenza dei due Leni appartiene al Comune di Trambileno e a quello di Rovereto. 33 delle 34 frazioni della valle fanno parte del comune di Terragnolo, solo la frazione di Ca' Bianca appartiene al Comune di Trambileno. Le frazioni si trovano collocati prevalentemente sulla sponda destra del Leno, quella più esposta al sole di mezzogiorno, il paesaggio è caratterizzato da campi a gradoni.
La valle offre la possibilità di escursioni nei boschi circostanti attraverso sentieri che portano in alta quota verso il monte Maggio (partendo dal passo della Borcola) il monte Finonchio ed il Pasubio in quest'ultimo permangono evidenti le testimonianze della prima guerra mondiale. Ma anche in Val Terragnolo si trovano tracce del periodo 1915-1918 come il cimitero austro-ungarico di Geroli o la cosiddetta Forra del Lupo una trincea fortificata dagli austro-ungarici sul bordo settentrionale della valle.

## Vie di comunicazione
La valle è collegata tramite la Strada provinciale 2 da Rovereto, da cui il capoluogo Piazza dista 12 chilometri, con l'altopiano di Folgaria. Quest'ultima strada fu costruita tra il 1910 e il 1912. A Piazza ha inizio anche la Strada provinciale 138 della Borcola costruita durante la Grande Guerra nel 1916 dall'esercito austro-ungarico che collega la valle con Posina nella omonima valle in Provincia di Vicenza. Sulla precedente mulattiera che collegò Rovereto con il passo della Borcola transito nel 1701 il Principe Eugenio con parte del suo esercito durante la Guerra di successione spagnola.